# Рентгеній
Рентгеній або Рентґеній (лат. Roentgenium, колишній Unununium (Uuu) або унунуній) — штучно синтезований хімічний елемент I групи періодичної системи, атомний номер 111, позначення Rg. Найстабільніший ізотоп має атомну масу 280 і період напіврозпаду 3,6 секунд.

## Історія
Вперше його синтезовано у 1994 році в Центрі дослідження важких іонів імені Гельмгольца (Gesellschaft für Schwerionenforschung (GSI)) у місті Дармштадт. Було синтезовано ще декілька ізотопів після його відкриття. Найбільш стабільним з відомих ізотопів є 281Rg з кількістю нейтронів N=170 і періодом напіврозпаду близько 20 секунд. Названий на честь Вільгельма Конрада Рентгена. IUPAC офіційно визнав цю назву з листопада 2004 року.

## Отримання
{\displaystyle \mathrm {^{64}_{28}Ni\ +\ _{\ 83}^{209}Bi\ \longrightarrow \ _{111}^{272}Rg\ +\ _{0}^{1}n} }

## Відомі ізотопи
| Ізотоп | Маса | Період напіврозпаду | Тип розпаду      |
| ------ | ---- | ------------------- | ---------------- |
| 272Rg  | 272  | 3,8+1,4−0,8 мс      | α-розпад в 268Mt |
| 274Rg  | 274  | 6,4+30,7−2,9 мс     | α-розпад в 270Mt |
| 278Rg  | 278  | 4,2+7,5−1,7 мс      | α-розпад в 274Mt |
| 279Rg  | 279  | 0,17+0,81−0,08 с    | α-розпад в 275Mt |
| 280Rg  | 280  | 3,6+4,3−1,3 с       | α-розпад в 276Mt |